# Gabrovica pri Črnem Kalu
Gabrovica pri Črnem Kalu este o localitate din comuna Koper, Slovenia, cu o populație de 76 de locuitori.